# Episodi di Tin Star (seconda stagione)
La seconda stagione della serie televisiva Tin Star, composta da nove episodi, è stata resa disponibile nel Regno Unito il 24 gennaio 2019 su Sky Box Sets e Now.
In Italia, la stagione è andata in onda in prima visione sul canale satellitare Sky Atlantic dal 15 febbraio al 15 marzo 2019.
| nº | Titolo originale                | Pubblicazione UK | Prima TV Italia  |
| -- | ------------------------------- | ---------------- | ---------------- |
| 1  | Prairie Gothic                  | 24 gennaio 2019  | 15 febbraio 2019 |
| 2  | Something Wicked This Way Comes | 24 gennaio 2019  | 22 febbraio 2019 |
| 3  | Resist Not Evil                 | 24 gennaio 2019  | 22 febbraio 2019 |
| 4  | Jack and Coke                   | 24 gennaio 2019  | 1º marzo 2019    |
| 5  | Consequences                    | 24 gennaio 2019  | 1º marzo 2019    |
| 6  | The Bagman Cometh               | 24 gennaio 2019  | 8 marzo 2019     |
| 7  | Subterranean Fire               | 24 gennaio 2019  | 8 marzo 2019     |
| 8  | Wild Flower                     | 24 gennaio 2019  | 15 marzo 2019    |
| 9  | The Unseen                      | 24 gennaio 2019  | 15 marzo 2019    |

## Prairie Gothic
- Diretto da: Gilles Bannier
- Scritto da: Rowan Joffé

### Trama

#### Prima parte
Prairie Field, colonia Ammonita. Una donna entra nella stalla, per prendere una coperta al cavallo infreddolito, e trova Anna impiccata.
10 ore prima. Mentre Anna fugge dopo la sparatoria, Angela soccorre Jack per bloccare l'emorragia. Non appena il marito dà segni di coscienza, Angela lo abbandona al suo destino e si lancia all'inseguimento di Anna. A Calgary Elizabeth, intrattenutasi con un uomo conosciuto in albergo, riceve la notifica di licenziamento dalla North Stream Oil. La donna rammenta ai dirigenti della compagnia che è pronta a denunciarli per corporate manslaughter, avendo la North Stream causato la morte dei bambini di Jaclyn. I manager però, forti dell'assenso dei nuovi soci cinesi, ribattono che Elizabeth ha commesso una frode, avendo tentato di ottenere una promozione in modo surrettizio, e sono pronti a consegnarla alla polizia. Elizabeth è quindi costretta a cedere e uscire scortata dalla sicurezza.
Jack riesce faticosamente a rialzarsi e raggiungere il capanno, dove fa scoppiare un incendio che attira l'attenzione di due cacciatori. Jack viene soccorso e trasportato in un posto sicuro a bordo di una lettiga. Elizabeth raggiunge Angela, la quale sta continuando a cercare Anna nonostante le impervie condizioni climatiche. Elizabeth tenta più volte di far desistere Angela dal proseguire nella sua disperata ricerca, fino a quando la deve trascinare via perché a rischio assideramento. Denise fa visita a Nick in ospedale, infuriato e pronto a uccidere Jack una volta che si sarà ristabilito. Denise però continua a pensare che dietro al gesto del capo c'è stato un motivo e, se avesse voluto uccidere Nick, non gli avrebbe certamente sparato alle gambe. Nello stesso ospedale sono ricoverati anche Frank e Randy, i quali tacciono sui veri motivi per cui hanno numerose ferite in diverse parti del corpo.
Anna arriva nella colonia Ammonita. La ragazza, distrutta per la scia di tragedie che ha colpito la sua famiglia, ha deciso di suicidarsi impiccandosi. Preparata la scena del suicidio, Anna salta dallo sgabello con la corda attorno al collo. Tuttavia, la corda non era legata ad alcun sostegno e Anna si ritrova ancora viva.

#### Seconda parte
Gli indiani estraggono il proiettile dal corpo di Jack. Durante lo stato di incoscienza, l'uomo continuava a chiamare il nome di Anna e per un'allucinazione appariva Angela a dirgli che non esiste nessuna Anna. Angela si risveglia nello chalet di Elizabeth, la quale vuole sapere la verità su quanto è accaduto tra le montagne. Prima che la donna possa rispondere, sopraggiunge Denise per informarla che Anna è ricoverata in ospedale dopo che una donna della colonia Ammonite l'ha trovata impiccata nella loro riserva. Mentre è in attesa in corsia, Angela fa la conoscenza di Rosa Nickel, la ragazza Ammonite che ha salvato Anna, e sua madre Sarah.
Angela promette ad Anna che, quando si rimetterà, abbandoneranno Little Big Bear per ricominciare altrove lontane da Jack. Frank racconta a Denise le sevizie che lui e Randy hanno subito da parte di Jack, ma l'agente dice chiaramente di non credergli e lo invita a lasciare in pace i Worth. Angela racconta la verità a Elizabeth, dopo che la donna ha sottolineato come sono troppo compromesse perché le loro strade si separino. Jack raggiunge Anna in ospedale, dove la ragazza fugge una volta visto l'uomo al suo capezzale. Angela trova Anna nascosta in un ripostiglio che la accusa di aver risvegliato la parte cattiva di suo padre e di non aver fatto nulla per impedire la piega drammatica assunta dagli eventi. Anna abbandona l'ospedale con Rosa.
Denise chiede consiglio al padre se disfarsi delle prove dell'omicidio di Reginald commesso da Jack, infrangendo la legge proprio adesso che sta per diventare il nuovo capo della polizia. Angela confida a Elizabeth di non temere Jack, quanto piuttosto quello che lei potrebbe arrivare a fargli per punire le sue colpe. Jack fa irruzione nello chalet di Elizabeth, venendo sorpreso da Angela che lo ammanetta alla sedia per metterlo di fronte alle sue responsabilità. Angela afferma che non c'è più alcuna possibilità di ricomporre la famiglia, poiché sia lei che Anna lo vogliono morto. All'esterno dello chalet si sentono le sirene della polizia che Angela ha ordinato a Elizabeth di chiamare.

## Something Wicked This Way Comes
- Diretto da: Chris Baugh
- Scritto da: Rowan Joffé

### Trama
Johan Nickel, il pastore della comunità Ammonita, è rientrato da un viaggio in Messico. Scoperto che la sua famiglia nasconde Anna, Johan è disposto a tenerla in casa propria, facendola passare per una cugina di secondo grado. Nel frattempo Jack, cui Denise ha imposto di riprendere la riabilitazione dall'alcol in cambio della libertà, fugge dalla prima seduta per andare a prendere Anna. Angela invece sa benissimo dove si trova Anna e chiede a Sarah di tenerla nascosta dal marito pericoloso.
Giunto nella colonia Ammonita, Jack si presenta a casa di Johan senza riuscire a trovare Anna. Quella sera Johan estrae dal pick-up la droga che ha trasportato di nascosto dal Messico. Jack trova Danny Lyle che, scagionato dall'accusa di aver ucciso Peter, vive in un camper nei pressi della colonia Ammonita. Jack lo paga per lasciargli il camper. La mattina seguente dei ragazzini colpiscono il camper a palle di neve. Jack ferma uno di loro, figlio del pastore Nickel, per scambiarlo con Anna. La giovane non vuole però andarsene e rifila un pugno al padre. Johan promette alla moglie che farà di tutto per proteggere Anna, però successivamente delibera con gli anziani del villaggio che la ragazza rappresenta un pericolo per la comunità e va allontanata. Mentre tutti la cercano, Johan porta Anna al fiume e la battezza secondo il rituale Ammonite, facendola così diventare una di loro. Jack e Angela assistono impassibili al rituale.
Dopo aver trascorso la notte a ubriacarsi al bancone di Randy's, Jack si reca nuovamente nella riserva Ammonite. Mentre Johan sta celebrando la messa, Jack sfonda il portone della chiesa con la macchina della polizia.

## Resist Not Evil
- Diretto da: Jim Loach
- Scritto da: Rowan Joffé

### Trama
Jaclyn pretende che Elizabeth onori la promessa che le aveva fatto, versandole 100000 $ entro mezzanotte per consentirle di fuggire da Little Big Bear. Angela rimprovera Elizabeth per essere stata così superficiale nel chiedere favori alla donna indiana e ora vuole che risolva la situazione. Elizabeth ha un asso nella manica, la droga di Johan che il pastore Ammonite ha trasferito dal suo pick-up al pozzo d'acqua. Elizabeth si presenta da Randy's per proporre l'affare a Frank, chiedendo 1000000 $ in cambio dell'intera partita. Frank però vuole vederci chiaro e ordina ai suoi scagnozzi di pedinarla.
Johan è preoccupato perché continua a ricevere telefonate minatorie dal cartello messicano con cui è invischiato. Durante una gara di equitazione di Rosa, Johan è avvertito che in caso qualcosa vada storto il cartello se la prenderà con i suoi familiari. Rosa, alla quale Johan aveva incautamente consigliato di spingere al massimo il cavallo anche in curva, è disarcionata e rimane leggermente contusa. Denise tappezza la città con la foto segnaletica di Jaclyn. Nick non capisce per quale motivo Denise, con tutte le donne indiane che spariscono ogni anno, voglia ritrovare proprio lei. Denise caccia Nick di casa quando il fidanzato fa una battuta di cattivo gusto sugli indiani. Andata a Reverie a indagare, Denise apprende dal cassiere dell'emporio che l'ultima volta in cui ha visto Jaclyn era andata via assieme a una donna dai capelli rossi, vale a dire Elizabeth. Costei si appresta a lasciare Little Big Bear, quando alla porta si presenta Jaclyn che vuole tirare le conclusioni. Per disperazione Elizabeth è disposta a pagarle 10000 $, ma la donna pretende di avere l'intera somma concordata. Tra le due scoppia una colluttazione ed Elizabeth colpisce a morte Jaclyn con una sbarra di ferro. Elizabeth tenta di sbarazzarsi del cadavere nascondendolo nel pozzo, dove ripesca il borsone contenente la droga di Johan. Rientrata in casa e nascosto il borsone nella serra sotterranea, Elizabeth è aggredita da un uomo.
Johan scopre che la droga nascosta nel pozzo è scomparsa. Disperato per ciò che rischia di accadere ai propri familiari, l'uomo resta a piangere nel pick-up sull'uscio di casa. L'unica che se ne accorge è Anna, la quale lo raggiunge e gli chiede in che guaio si è cacciato.

## Jack and Coke
- Diretto da: Jim Loach
- Scritto da: Rowan Joffé

### Trama
Lo stesso giorno. Jack brucia il cadavere di Whitey, recuperando l'anello di Helen che il ragazzo portava al collo per donarlo ad Anna e tentare di ristabilire un legame. Angela si presenta al camper per chiedere aiuto a Jack, dopo che Jaclyn ha formulato a lei ed Elizabeth la richiesta dei 100000 $. Jack ha trovato una soluzione, recuperando la droga di Johan nel pozzo e mischiandola con del latte in polvere acquistato al supermercato. Jack e Angela sequestrano un taxi giallo, mettendo il borsone contenente la droga nel bagagliaio.
Jack e Angela arrivano all'esterno di Randy's, dove Elizabeth è appena uscita dalla contrattazione con Frank. Mentre Jack entra nel locale per vedersela con Frank, Angela sistema i suoi sgherri e volge la situazione a loro vantaggio. Scoperta una partita clandestina di poker che si stava giocando nel retrobottega, Jack e Angela si appropriano dei soldi dei giocatori e di quelli contenuti nella cassaforte del locale. Frank però aveva inviato uno dei suoi sodali all'inseguimento di Elizabeth, la quale è immobilizzata nel suo chalet e rinchiusa dentro l'armadio.
Passata la mezzanotte e non essendosi ancora presentata Jaclyn, Jack e Angela capiscono che qualcosa è andato storto e ignorano che fine hanno fatto lei ed Elizabeth. I loro sospetti aumentano quando trovano un proiettile conficcato nel frigorifero. Dopo aver parlato con Johan, Anna va al camper dei genitori perché ha bisogno di loro per affrontare la situazione. Andati al pozzo dove era nascosta la droga, i tre trovano il cadavere di Jaclyn.

## Consequences
- Diretto da: Chris Baugh
- Scritto da: Rowan Joffé

### Trama
Chihuahua (Messico), un anno prima. Il piccolo Thomas Nickel sta dando il becchime alle galline, quando all'improvviso vede qualcosa che lo paralizza. Johan esce per controllare e osserva una testa mozzata su un'asta.
Presente. Johan si prepara alle conseguenze derivanti dalla perdita della droga, sempre tenendo all'oscuro i propri familiari che dormono tranquillamente al piano superiore della casa. Passate da poco le tre di notte l'uomo sente dei rumori sinistri alla porta e a fare irruzione non sono uomini del cartello, bensì Jack e Angela in compagnia di Anna. Angela si dice molto delusa di Johan, avendogli affidato Anna perché riteneva fosse più al sicuro nella colonia piuttosto che con lei e Jack. Costui si fa consegnare dal pastore il cellulare che utilizza per comunicare con il cartello, ma le istruzioni sono scritte in spagnolo. Anna, rinfacciando al padre tutto quello che è accaduto a causa delle sue azioni, gli chiede di aiutare Johan e la sua famiglia.
Jack invita Sarah e Rosa a scendere in cucina per partecipare alla conversazione. L'uomo costringe Johan a rivelare alla moglie e alla figlia che è un trafficante di cocaina, reato per cui in Canada rischia fino a 25 anni di carcere. Sarah è profondamente delusa dal marito, il quale ha costretto lei e la famiglia a vivere nelle ristrettezze della comunità Ammonita, nascondendo le proprie azioni illegali dietro il paravento delle Scritture. La famiglia Nickel si trova ad affrontare tutti i propri scheletri nell'armadio. Sarah rivela infatti che, oltre ad aver sospettato che Johan avesse un'amante, ha capito da tempo che la figlia Rosa progettava di fuggire dalla comunità. Johan invece spiega i motivi per cui si è impelagato con il cartello. Quando stavano in Messico, lui e il fratello Elijah si erano indebitati con i boss locali perché la carestia aveva messo in ginocchio il raccolto. Tuttavia, la situazione non era migliorata e i fratelli Nickel non erano stati in grado di ripagare il debito. Il cartello si è vendicato uccidendo Elijah ed esponendo la testa nell'aia in cui suo figlio Thomas lo ha visto quel giorno a Chihuahua. Thomas non è quindi figlio di Johan, bensì di Elijah.
L'urgenza della fuga porta i Nickel a chiarirsi e abbracciarsi, facendo rimpiangere ad Anna quell'unità che la sua famiglia non ha mai avuto. All'improvviso un black-out si abbatte sulla colonia Ammonita e il cellulare di Johan inizia a suonare. Jack risponde, sentendo dall'altra parte una voce avvertirlo che ha combinato un gran casino. Jack risponde che lui non ha nessun problema, pronto ad affrontare la minaccia che incombe su tutti loro.

## The Bagman Cometh
- Diretto da: Sue Tully
- Scritto da: Rowan Joffé

### Trama
Jack esce da casa Nickel, osservato da un cecchino che inspiegabilmente decide di non sparare quando gli è vicinissimo. Riparato nel camper di Jack, il cecchino telefona al cartello per comunicare che ha ricevuto l'ordine di non uccidere il poliziotto inglese. Jack raggiunge il cecchino nel camper. Alla domanda per chi lavora, l'uomo fa il nome Liverpool che getta Jack nel panico. Il cecchino si suicida, sparandosi al volto.
All'alba Elizabeth riesce a liberarsi dall'armadio in cui era imprigionata. La donna è pronta a scappare con il borsone della droga, quando arriva Denise che la convoca in centrale per ascoltarla sulla scomparsa di Jaclyn. Nel frattempo, Jack, Angela e Anna giungono allo chalet di Elizabeth e si insospettiscono nel non trovarla con la macchina parcheggiata fuori. Jack si presenta in centrale, dove Elizabeth ha appena iniziato la sua deposizione, per chiedere a Denise di avere dei giubbotti antiproiettile con cui proteggere la sua famiglia. In realtà, Jack li utilizza per impartire lezioni di tiro con la pistola ad Anna. Il bestiame degli Ammonite muore avvelenato. Johan capisce che il cerchio si sta stringendo intorno a lui e mostra al signor Quiring, sindaco nonché fondatore della colonia, il cadavere del cecchino. Johan vorrebbe lanciare l'allarme, ma Quiring non ha intenzione di sciogliere la colonia e preferisce bruciare il bestiame ucciso.
Nella deposizione in centrale Elizabeth afferma di aver voluto aiutare Jaclyn contro la North Stream Oil, responsabile della morte dei figli. Tuttavia, Denise osserva che il loro viaggio verso Calgary è durato parecchio tempo e sono state riprese dalla telecamere a casa di Jack e Angela, bruciata la notte stessa per un incendio che l'assicurazione ritiene sia doloso. Per tirarsi fuori dai guai, Elizabeth accusa Angela e il marito dell'omicidio di Jaclyn e fornisce a Denise l'indicazione del pozzo in cui è contenuto il cadavere della donna. Denise va a parlare con Jack e Angela, sottolineando che sono indiziati anche per la scomparsa di Louis Gagnon che sarebbe stato seppellito nel loro giardino. Jack, contando sul sostegno di Denise che in fondo è sempre stata dalla sua parte contro tutte le evidenze, le chiede di poter fare una cosa. L'uomo si reca in centrale, spara nuovamente contro Nick e porta via Elizabeth.

## Subterranean Fire
- Diretto da: Sue Tully
- Scritto da: Rowan Joffé

### Trama
Jack consegna a Elizabeth alcune mazzette di banconote per ricominciare altrove. Liquidata la donna, allo chalet si presenta Johan che rientra in possesso della droga. Jack suggerisce al pastore di mandarla immediatamente al cartello, avvertendolo però di mettere in guardia gli Ammoniti da possibili ritorsioni dei malviventi. Anna saluta la famiglia Nickel e torna dai genitori. Denise partecipa al funerale di Jaclyn, seppellita nella riserva accanto alle tombe dei suoi figli.
Johan si reca al luogo di scambio, entrando in un granaio mentre il cartello prende il borsone di droga sul retro del pick-up. Terminata l'operazione, Johan può fare ritorno a casa. Il pastore si riavvicina a Sarah, pronta a perdonarlo per tutto quello che è successo, anche se l'uomo le ricorda che la battaglia non è ancora vinta. A Jack resta una questione in sospeso da risolvere, quella relativa a Frank. Il malvivente si trova in albergo, pronto a ricevere Jack davanti a una lauta cena. Jack vuole che Frank faccia sapere a Helen la verità, cioè che Simon-Whitey era frutto della sua violenza sessuale nei confronti della sorella. Dopo la stentata confessione, Frank sale a bordo del taxi giallo di Jack che lo porta al suo inevitabile e macabro destino. Johan e Sarah hanno deciso di mandare Rosa da parenti fuori città, allontanandola dal pericolo.
Mentre Anna festeggia il diciottesimo compleanno con i genitori nel camper, la macchina su cui viaggiava Rosa è ferma in prossimità di un burrone.

## Wild Flower
- Diretto da: Justin Chadwick
- Scritto da: Rowan Joffé

### Trama
Mentre Angela e Anna mangiano in una tavola calda, Jack si fa rilasciare tre passaporti falsi per l'espatrio. Lungo il tragitto si imbattono nella macchina di Rosa, parcheggiata in disparte e con il cavallo fuggito dal rimorchio. Jack trova la ragazza riversa per terra a faccia in giù, ormai morta. Intanto, il cavallo galoppa fino a Prairie Field e i genitori di Rosa capiscono che le è accaduto qualcosa di brutto.
Jack, Angela e Anna riportano Rosa ai genitori. Johan deve fare i conti con le conseguenze delle sue relazioni con il cartello. Il signor Quiring annuncia che, poiché è stato colpito un membro della comunità, la colonia reagirà alla tragedia. Un gruppo di donne si reca a casa Nickel per pregare davanti alla salma. Sarah resta attonita quando le viene comunicato che, in conformità alle regole degli Ammoniti, il lutto è già terminato e non potrà esternare il proprio dolore in pubblico.
La sera Jack incontra Johan per avvertirlo che gli servirà il suo aiuto nell'affrontare il cartello. Johan però, incolpando indirettamente Jack della tragedia di Rosa, afferma che anche lui in passato ha ucciso diverse persone e quindi i suoi servigi non servono più. Jack, accettando la decisione, lo lascia solo.

## The Unseen
- Diretto da: Justin Chadwick
- Scritto da: Rowan Joffé

### Trama
La colonia Ammonita si prepara a diventare teatro dello scontro finale. Jack e Angela ritengono che sia il momento giusto per rivelare ad Anna una verità nascosta per diciotto anni. La ragazza non è figlia di Jack, bensì di un criminale di Liverpool che teneva un racket nei pub in cui Angela lavorava come cameriera. Jack e il padre di Anna si sono ritrovati insieme a combattere un nemico comune, molto pericoloso, che ora sta arrivando a Praire Field per regolare i conti. Il padre di Anna è morto e ora rimane soltanto Jack da eliminare. Seppellita Rosa, Johan assicura a Jack il supporto della comunità nell'affrontare la sua battaglia.
Jack, Angela e Anna concordano di posizionarsi in tre punti diversi della colonia per affrontare il commando. Thomas Nickel, a cui Johan aveva ordinato di rifugiarsi in camera, fugge dalla finestra ed entra nel granaio in cui si trova Angela. La donna, dal piano rialzato, uccide il primo sgherro. Johan rientra in casa, trovando Sarah nel mirino di un nemico. Quando l'uomo fa fuoco, Johan risponde e lo uccide. Purtroppo anche per Sarah, colpita all'altezza del collo, non c'è nulla da fare. Anna è dentro la cucina della chiesa, quando dall'esterno è gettato un fumogeno all'interno del locale. Anna non vede arrivare un membro del commando, però a salvarla è l'accorrente Johan che prende la pallottola al suo posto e uccide l'uomo. Johan si trascina fino al cimitero per spirare accanto alla tomba di Rosa. Angela e Thomas fuggono nel bosco, dove eliminano un altro sgherro.
Jack osserva la sconsolante carneficina di Prairie Field. Dopo essersi seduto fuori dal camper che è stato la sua casa nei giorni della crisi, l'uomo si alza per avviarsi verso il proprio destino.